# Senetråd
Senetråd og -snor af dyresener blev brugt af mange indianere til at sy og binde mangt og meget sammen med i gammel tid. Skindene til en tipi syede kvinderne sammen med senetråd, og sømmene i mokkasiner, skindskjorter og andet tøj var også gjort af dette naturmateriale. Derudover fandt indianerne en række mindre selvfølgelige måder at anvende tråd og snor af sener på.

## Fremstilling og opbevaring af senetråd og -snor
Til senetråd tog indianerne gerne de lange sener på hver side af rygraden på en bison,:283  der er stærk og holdbar.:221  Sener fra større vildt som wapitihjort, rådyr og gaffelantilope kunne også bruges.:283  Udelukkende sener af et hvidhalet rådyr måtte anvendes til at sy en soldansdukke i crow-stammen.:28 
Senen blev skåret op i passende længder og tørret for opbevaring indtil brug. Enten fugtet i munden:171  eller holdt over damp genvandt tynde, strimlede trævler af senen deres bøjelighed. Disse blev snoet fastere ved at rulle dem mod låret med håndfladen:574  eller mellem hænderne.:65  Ujævnheder i tråden blev glattet ud, og den var klar til at sy med.:47 
Pawnee-kvinder brugte en del af vinteren på at lave reb af tykkelse som en lillefinger ud af de mange sener fra bisonerne nedlagt under stammens efterårs- og vinterjagt.:83 
På ture kunne både mænd og kvinder have en lille skindpose eller taske med til senetråd og syl.:257 og 283 

## Eksempler på anvendelse

### Håndgerning og bearbejdning af skind
Anvendt til perlebroderi rullede kvinden en fugtet ende af senetråden til en tynd spids mellem fingrene. Spidsen tørrede nåleagtigt op og overflødiggjorde brugen af en rigtig nål. Huller i skindunderlaget lavede hun med en syl. Brodøsen fæstnede de farvede perler eller piggene af træpindsvin til underlaget med tråden. Blev tråden for stiv at arbejde med, fugtede hun den med lidt spyt mellem fingerspidserne.:10 
Om foråret bandt pawnee-kvinderne de solide reb af sener, som de havde fremstillet i vinterens løb, mellem stolperne i hegnet om deres majsmarker for at holde hestene væk fra planterne.:104  Efter majshøsten tog de rebene ned og strammede dem op mellem f.eks. to træstammer. Så blødgjorde de skind ved at folde dem rundt om de hårde reb og trække dem frem og tilbage igen og igen.:83  Også gros ventre-kvinder og flere andre rullede et nyt skind over et hårdt opstrammet senereb for at gøre det blødt.:150 

### Våben, redskaber og dekoration af fløjter
Pilespidsen på en hellig jagtpil brugt under forberedelserne til pawnee-indianernes ”tredive dages ceremoni” blev bundet fast til skaftet med senetråd fra en pumahale.:171  Almindelig senetråd var det normale bindemateriale på prærien til at fæste pilespidser og i øvrigt også styrefjerene på et pileskaft med.:438  Senesnor blev brugt som buestrenge.:23 
Hovedet på ben-hakkerne anvendt i majsmarkerne af f.eks. kvinderne i mandan- og hidatsa-stammen blev bundet fast med snor af enten sene eller læder.:32 
Unge mænd i kiowa-stammen kunne bruge cedertræs-fløjter omviklet med en dekorativ, farvet senetråd til at kurtisere deres udkårne med.:29 

### Lukning af sår
Til at binde såret på en lige kastreret hingst brugte hidatsaerne enten senetråd fra en kanin, en antilope eller en wapitihjort. Ved brug af kaninsenen ville hesten vinde kaninens hurtighed, men også dens vane med at stoppe op og orientere sig. Antilopesenen gav hesten høj fart over korte strækninger, mens god fart samt udholdenhed blev opnået ved brug af senen fra wapitien.:147 
En nyfødt arapaho fik stumpen af den overskårne navlestreg bundet med en senetråd.:19 
Handlekraftige krigerkammerater kom en crow til hjælp ved at sy hans gabende skudsår i maven sammen med senetråd. Han overlevede, kunne siden anføre krigsgrupper og var kendt i stammen som Sews His Guts.:35 